# 利斯基 (沃洛達爾西克-沃林西基區)
50°35′42″N 28°21′6″E / 50.59500°N 28.35167°E
利斯基（烏克蘭語：Ліски），是烏克蘭北部的村莊，隸屬日托米爾州的日托米爾區。該村面積2.94平方公里，2001年人口63，人口密度每平方公里21.43人。